# Big Piney (Wyoming)
Big Piney es un pueblo ubicado en el condado de Sublette en el estado estadounidense de Wyoming. En el año 2010 tenía una población de 552 habitantes y una densidad poblacional de 552 personas por km² .

## Geografía
Big Piney se encuentra ubicado en las coordenadas 42°32′25.4″N 110°7′9.95″O / 42.540389, -110.1194306. Según la Oficina del Censo, la localidad tiene un área total de 1 km² (0,4 mi²), de la cual 1 km² (0,4 mi²) es tierra y 0 km² (0 mi²) (0.0%) es agua.

### Localidades adyacentes
El siguiente diagrama muestra a las localidades en un radio de 48 kilómetros (29,8 mi) de Big Piney.

## Demografía
En el 2000 la renta per cápita promedia del hogar era de $36.346, y el ingreso promedio para una familia era de $50.833. El ingreso per cápita para la localidad era de $17.647. En 2000 los hombres tenían un ingreso per cápita de $41.964 contra $18.750 para las mujeres. Alrededor del 11.50% de la población estaba bajo el umbral de pobreza nacional.